# 圣马力诺体育场
圣马力诺体育场（San Marino Stadium），又名塞拉瓦莱奥林匹克体育场（義大利語：Stadio Olimpico di Serravalle）是一座位于圣马力诺塞拉瓦莱的多功能体育场，1969年投入使用。体育场可容纳6,664名观众，看台全部为座席。目前，圣马力诺体育场主要举办足球比赛，是聖馬力諾國家足球隊的主场，也是聖馬力諾足球會参加意大利足球联赛的主场。此外，圣马力诺各级国家青年队也将主场设在这里。